# Emilio Magrini
Emilio Magrini (fl. XX secolo) è stato un calciatore italiano, di ruolo centrocampista.

## Carriera
Inizia la carriera nel Venezia, con cui nella stagione 1929-1930 gioca una partita nel campionato di Serie B. Gioca con la squadra veneta (che nel frattempo cambia nome in Serenissima) anche nella stagione 1930-1931 e nella stagione 1931-1932: in particolare nella Serie B 1930-1931 gioca 23 partite in Serie B e segna le sue prime 2 reti in carriera in questa categoria, mentre nella Serie B 1931-1932 gioca 20 partite senza mai segnare. Nel 1932 cambia società e si trasferisce all'Udinese, con cui nel corso della stagione 1932-1933 gioca 22 partite senza mai segnare nel campionato di Prima Divisione, la terza serie dell'epoca.
Nel 1933 fa ritorno alla Serenissima, con la cui maglia nel corso della stagione 1933-1934 disputa altre 17 partite nel campionato di Serie B. Dopo una sola stagione, nel 1934, va a giocare al Treviso: con i veneti nel corso della stagione 1934-1935 segna una rete in 12 presenze in Prima Divisione.
In carriera ha giocato complessivamente 61 partite in Serie B (con 2 gol segnati) e 34 partite (con un gol) in Prima Divisione.